# BT集團

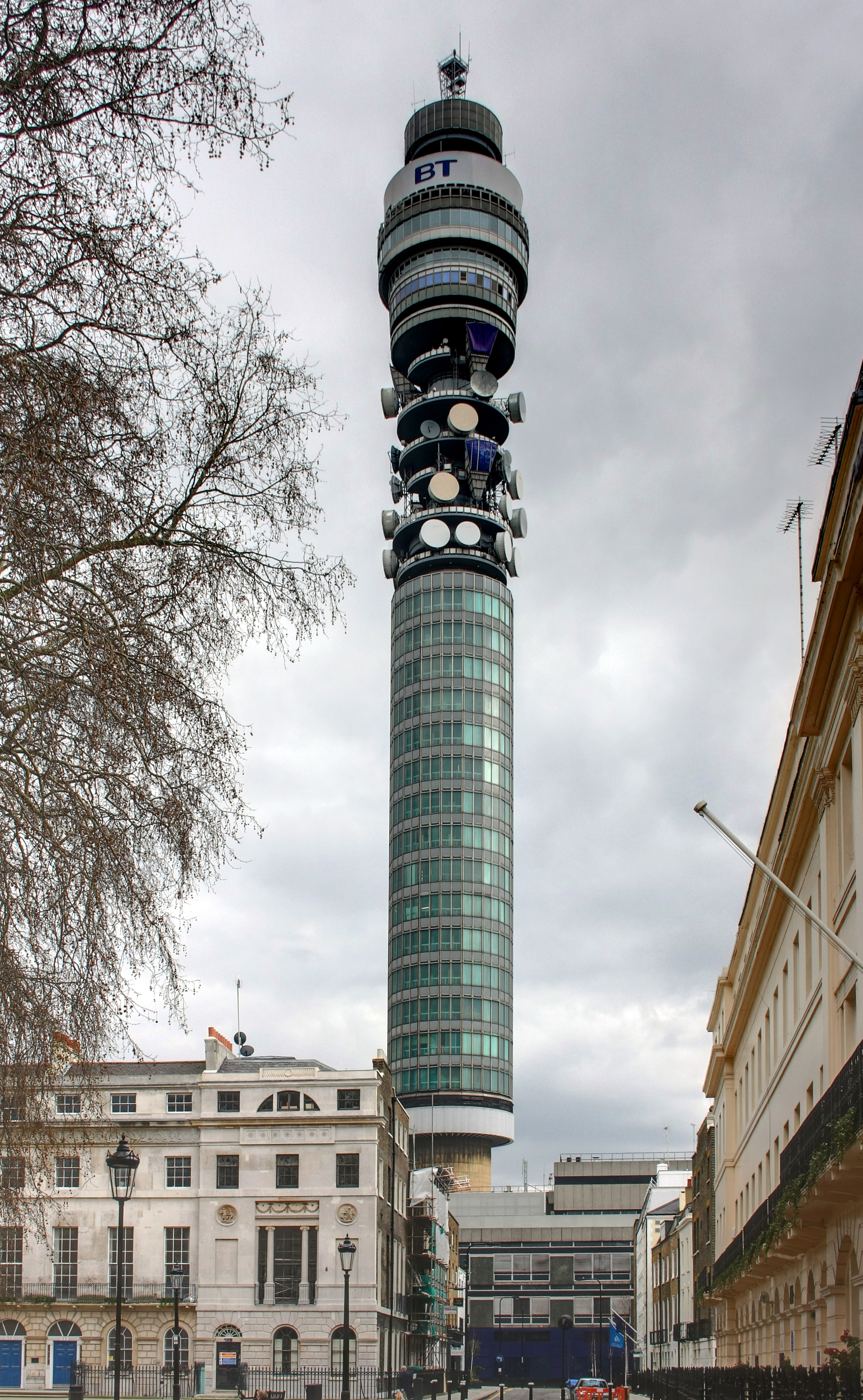
倫敦的英國電信塔

英國電信集團（BT Group plc，以BT為商標，前身為British Telecom，簡稱BT），原為英國國營電信公用事業，由英國郵政總局管理，1981年10月1日脫離英國皇家郵政，變成獨立的國營事業。在英國保守黨柴契爾夫人執政下，1984年向市場出售50%公股，成為民營公司。該公司始終是全英最大電信設施硬體的營運者。英國電信在全球170個國家設有營業點或辦事處。目前海外營業處的營業額佔該集團總營業額的三分之一。
2015年2月5日，英國電信斥資125億英鎊收購法國電信與德國電信聯營的EE。德國電訊將獲得英國電訊約12%的股權，並有權任命一名董事會成員，而法国电信將獲得4%的股權。

## 外部連結
- BT Group （页面存档备份，存于）
- BT集團在OpenCorporates上的群組